# William Mclean
William Mclean (Mason County, 10 de agosto de 1794 - Cincinnati, 12 de outubro de 1839) foi um jurista, legislador e empresário dos Estados Unidos.